# Copiapoa aphanes
Copiapoa aphanes es una especie de planta suculenta perteneciente al género Copiapoa, dentro de la familia Cactaceae. Es endémica del norte de Chile.

## Descripción
Copiapoa aphanes es una especie de cactus pequeño que aunque normalmente crece de forma solitaria, a veces a parece en pequeños grupos de 2 a 3 individuos. Los tallos no están ramificados lateralmente, son de color gris verdoso a rojizo grisáceo y su forma va de globosa a ligeramente alargada. Miden de 5 a 8 cm de diámetro y hasta 15 cm de alto. Tienen el ápice con lana blanquecina y sus raíces son largas, gruesas y con constricción en forma de cuello. 
Presentan de 15 a 22 costillas no muy pronunciadas, de 0,5 a 0,7 cm de alto y divididas en tubérculos poco visibles. Sobre ellas se asientan areolas redondas, muy pequeñas, de 0,2 a 0,5 cm de diámetro y separadas unas de otras menos de 1 cm. Tienen espinas aciculares delgadas, rectas, e inicialmente de color negro a marrón, volviéndose amarillas con el tiempo. Entre ellas se distinguen de 1 a 3 espinas centrales gruesas y de 1 a 2,5 cm de largo. También hay de 5 a 8 espinas radiales muy delgadas, de 0,5 a 1,5 cm de largo y dirigidas hacia los lados. 
Las flores, con forma de embudo a algo campanuladas, miden de 2 a 2,5 cm de largo. Tienen los tépalos de color amarillo pálido a blanquecino con rayas rojas y el nectario es tubular. Los frutos son ovoides, de color violeta negruzco y miden hasta 1 cm de largo.

## Distribución y hábitat
El área de distribución nativa de esta especie es el norte de Chile (concretamente el suroeste de Antofagasta) y crece principalmente en biomas desérticos o de matorrales secos. Se desarrolla entre rocas, a elevaciones entre los 450 y los 800 metros sobre el nivel del mar. 

## Taxonomía
Copiapoa aphanes fue descrita por los botánicos británicos Wendelin Mächler y Helmut Walter, y publicada por primera vez en la revista científica Kakteen und andere Sukkulenten 56: 101 en el año 2005.

Etimología
- Copiapoa: nombre genérico que hace referencia a la ciudad chilena de Copiapó, ubicada en el desierto de Atacama, lugar donde se encuentran la mayoría de las especies de este género.
- aphanes: epíteto específico que deriva de la palabra griega aphanēs (ἀφανής), que significa "invisible" u "oculto", haciendo referencia a la forma en que esta especie de cactus puede camuflarse en su entorno natural.[3]

## Estado de conservación
En la Lista Roja de Especies Amenazadas de la UICN, la especie está clasificada como “En Peligro Crítico (CR)”.
Señalar que la especie sufre una disminución continua en el número de individuos debido al deterioro del hábitat por efecto de la disminución en las precipitaciones. Además tiene un efecto muy negativo la perturbación antrópica derivada de la herbivoría por parte del ganado doméstico.

## Usos
Se cultiva principalmente como planta ornamental y su propagación se realiza a través de esquejes o semillas.